# Goniothalamus tapisoides
Goniothalamus tapisoides este o specie de plante din genul Goniothalamus, familia Annonaceae, descrisă de Mat-salleh. Conform Catalogue of Life specia Goniothalamus tapisoides nu are subspecii cunoscute.